# Petrosimonia brachyphylla
Petrosimonia brachyphylla là loài thực vật có hoa thuộc họ Dền. Loài này được (Bunge) Iljin miêu tả khoa học đầu tiên năm 1930.